# Mosca-da-madeira
A Mosca-da-madeira (Rhaphiorhynchus pictus) é uma mosca da família dos pantoftalmídeos, de grandes dimensões e ampla distribuição brasileira. Possui esse nome pois suas larvas atacam a madeira de muitas espécies de árvores silvestres ou cultivadas. Também são conhecidas pelos nomes: mosca-da-casuarina, moscão, moscardo e tavão.